# Side (ciudad)
Side (Griego: Σίδη Side, Turco: Side) es una ciudad de la costa mediterránea del sur de Turquía, un lugar de vacaciones y uno de los lugares históricos más conocidos de Turquía. Se encuentra cerca de Manavgat y de Selimiye, a 75 km de Antalya en la provincia de Antalya. Se sitúa en la parte oriental de la costa de Panfilia, que comprende 20 km hacia el este de la desembocadura del río Eurimedonte. Hoy, como en la antigüedad, la ciudad está ubicada en una pequeña península de unos 400 m de ancho y 1 km de largo orientada de norte a sur.

## Historia
Estrabón y Flavio Arriano afirman que Side fue fundada por colonos griegos de Cime, en la Eólida, una región de Anatolia occidental, probablemente en el siglo VII a. C. Al tener un buen puerto para pequeñas embarcaciones, la geografía de Side la convirtió en uno de los lugares más importantes de Panfilia y también en uno de los puntos comerciales más destacados de la región. Según Arriano, cuando los colonos de Cime llegaron a Side no sabían hablar el dialecto local. Tras un tiempo, la influencia de esa lengua indígena se hizo tan importante que los recién llegados olvidaron su lengua griega nativa y comenzaron a usar el idioma local, el sidético. La excavaciones han revelado varias inscripciones escritas en esa lengua. Las inscripciones, datadas entre los siglos III y II a. C., permanecen sin descifrar pero dan testimonio de que la lengua local todavía se usaba varios siglos después de la colonización. Otro objeto encontrado en las excavaciones de Side, una basa de columna de basalto del siglo VII a. C. y atribuida a los neohititas, proporciona una evidencia adicional de la historia temprana del sitio. El nombre de Side es originario de Anatolia y significa granada. Apenas existe información referida a Side durante las épocas de dominio de Lidia y Persia.

### Alejandro Magno

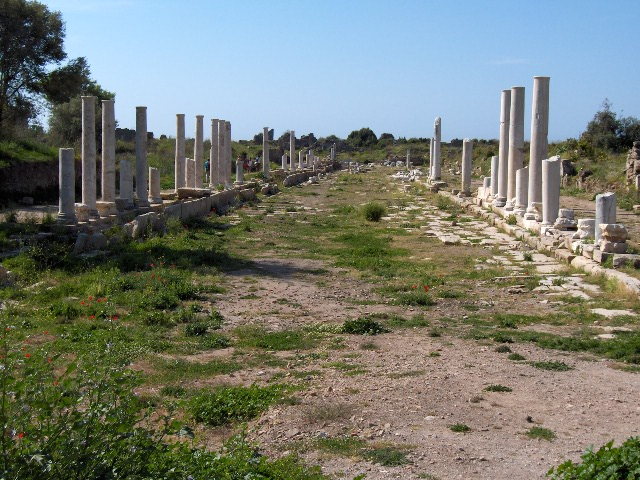
Ágora.

Alejandro Magno tomó Side sin lucha en el año 333 a. C. y dejó una pequeña guarnición para ocupar la ciudad. Para la población de Side, la ocupación supuso entrar en contacto con la cultura helenística que floreció desde el siglo IV hasta el I a. C. Tras la muerte de Alejandro, Side cayó bajo el control de uno de sus generales, Ptolomeo I Sóter, que se proclamó rey de Egipto en 305 a. C. La dinastía ptolemaica controló Side hasta que fue conquistada por el Imperio seléucida en el siglo II a. C. Sin embargo, a pesar de dichas ocupaciones, Side consiguió mantener cierta autonomía, prosperar y convertirse en un importante centro cultural.
En 190 a. C. una flota procedente de la ciudad-estado de la isla de Rodas, apoyada por Roma y Pérgamo, derrotó a la flota del rey seléucida Antíoco III el Grande, que estaba mandada del fugitivo general cartaginés Aníbal. La derrota de Aníbal y de Antíoco el Grande significó que Side quedó liberada del Imperio seléucida. El Tratado de Apamea (188 a. C.) forzó a Antíoco a abandonar todos sus territorios europeos y ceder a Pérgamo toda el Asia Menor al norte de los montes Tauro. Sin embargo, el dominio de Pérgamo solo llegó de facto hasta Perge, dejando el este de Panfilia en una situación incierta. Ello motivó a Atalo II Filadelfo a construir un nuevo puerto en la ciudad de Atalia (la actual Antalya) a pesar de que Side ya disponía de un importante puerto. Entre 188 y 36 a. C. acuñó su propia moneda, unos tetradracmas que mostraban a la diosa Niké y una corona de laurel (el signo de la victoria).
En el siglo I a. C., Side aumentó su importancia cuando los piratas cilicios convirtieron la ciudad su base naval más importante y el centro de su comercio de esclavos.

### Roma

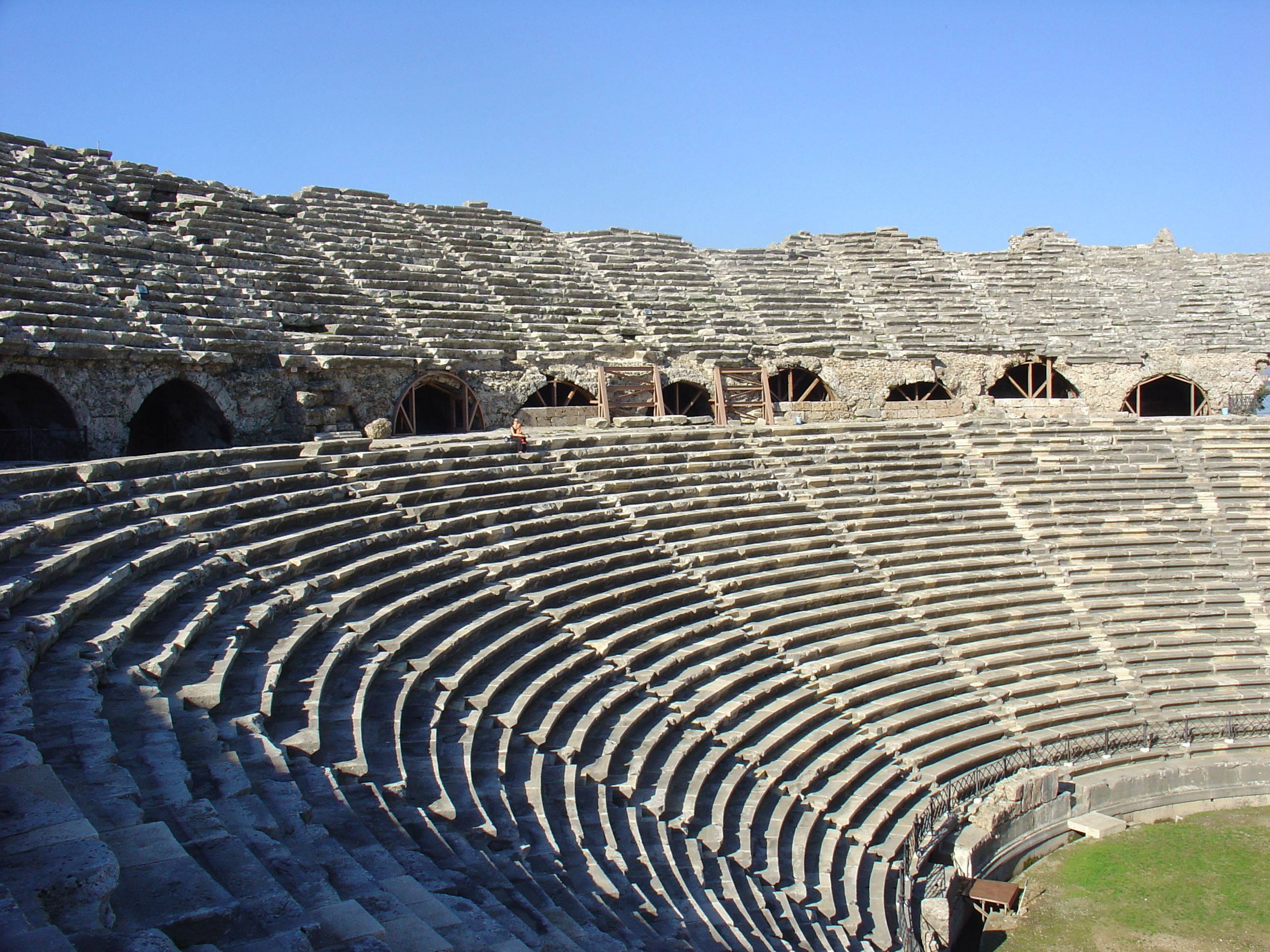
Teatro romano de Side.

El cónsul Servilio Vatia derrotó a los piratas en el año 78 a. C. y posteriormente a Pompeyo en el 67 a. C. , poniendo a Side bajo el control de la República romana, lo cual dio comienzo a un segundo periodo de prosperidad durante el que estableció y mantuvo unas buenas relaciones de cooperación con el Imperio Romano.
El emperador romano César Augusto reformó la administración del estado, situó a Panfilia y Side en la provincia de Galacia en el año 24 a. C., tras el corto reinado de Amintas de Galacia entre 36 y 25 a. C. En este periodo de prosperidad, Side se convirtió en un centro de comercio de aceite de oliva para Asia Menor. Su población creció hasta los 60.000 habitantes. Este periodo duró hasta bien entrado el siglo III d. C. Side también se convirtió en un centro de comercio de esclavos en el mar Mediterráneo. Su gran flota comercial también practicaba la piratería mientras ricos mercaderes pagaban obras públicas y monumentos, así como juegos y luchas de gladiadores. La mayoría de las ruinas que se conservan de Side en la actualidad datan de aquel periodo de prosperidad.

### Decadencia

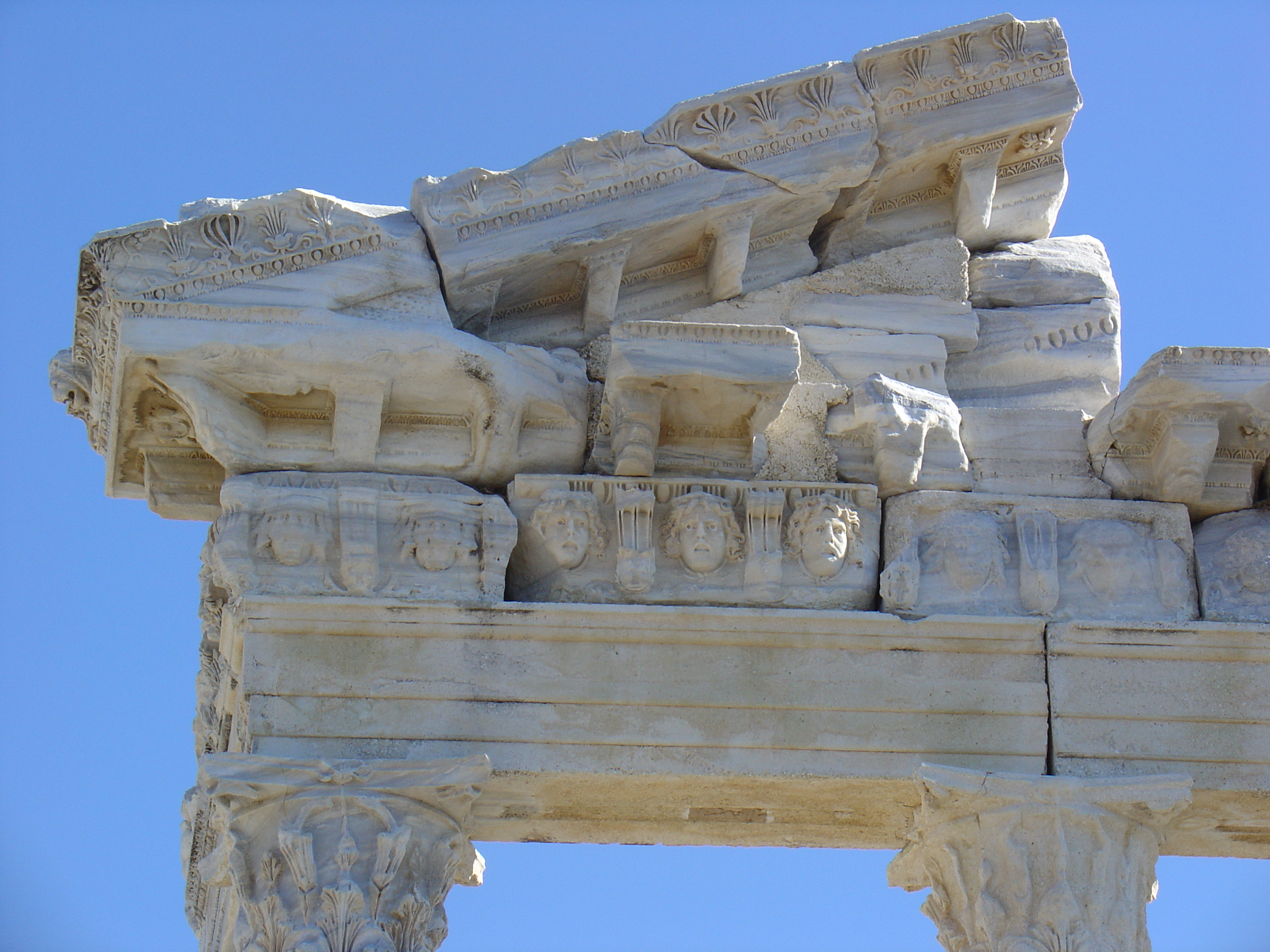
Templo de Apolo en Side (detalle).

Side comenzó una prolongada decadencia a partir del siglo IV d. C. Ni siquiera la murallas defensivas pudieron detener las sucesivas invasiones de habitantes de los montes Tauro. Durante los siglos V y VI, Side experimentó un renacimiento al convertirse en la sede del Obispado de Panfilia Oriental. Sin embargo, las flotas árabes saquearon e incendiaron Side durante el siglo VII, contribuyendo a su decadencia. La combinación de terremotos, fanáticos cristianos y ataques árabes hicieron que la ciudad quedara abandonada hacia el siglo X debido a la marcha de sus habitantes a la cercana Antalya.
En el siglo XII nuevamente Side se estableció como gran ciudad durante un período de tiempo. Una inscripción encontrada en el lugar de la ciudad antigua muestra la existencia de una considerable población judía durante los primeros tiempos del Imperio Bizantino. Sin embargo, Side fue nuevamente abandonada tras otro saqueo. Su población se trasladó a Antalya y Side pasó a ser conocida como Eski Antalya (la Antigua Antalya) y cayó en el olvido.

## Ruinas

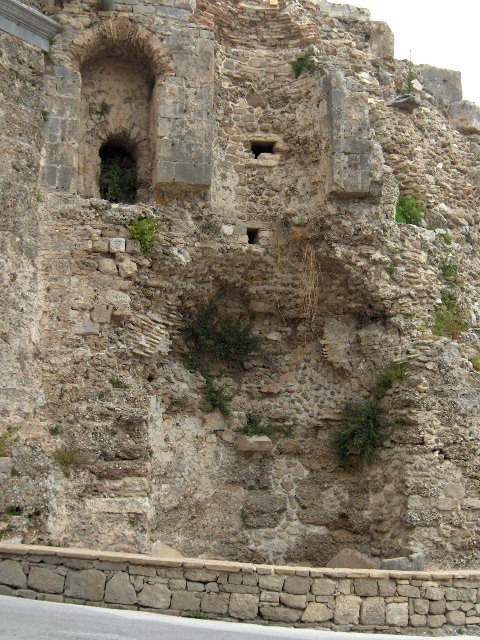
Megale Pyle (o "Gran Puerta" helenística), que data del siglo II a. C.

Las magníficas ruinas de Side están entre las más destacables de Asia Menor. Side estaba enclavada sobre un promontorio, cuyas partes norte, oeste y sur daban al mar. La parte oriental de la ciudad estuvo protegida por un recinto amurallado, del que se conservan los restos del siglo II a. C. Contaba con torres de tres pisos y con puertas fortificadas. Durante la época medieval, el muro y el foso seguían en pie, y el promontorio alojaba valiosas construcciones. Se conservan unas fabulosas ruinas del complejo del teatro, el más grande de Panfilia, construido como muchos anfiteatros romanos sobre una estructura de arcos que soportan los muros verticales. El estilo romano se adoptó porque Side carecía de una colina para construirlo según el patrón griego, más común en Asia Menor.
Las bien conservadas murallas de la ciudad dan entrada al sitio a través de la puerta principal de la ciudad de estilo helenístico, la denominada Megale Pyle ("Gran Puerta"), que  se construyó en el siglo II a. C. y está bastante dañada. A continuación viene una calle con una columnata cuyas columnas de mármol no se conservan, a excepción de unos restos cerca de los baños romanos. La calle conduce a unos baños públicos que han sido restaurados para utilizarse como museo, en el que se muestran estatuas y sarcófagos del periodo romano. La calle principal, que parte de una puerta situada al noreste, conduce hasta la plaza del ágora que ocupa un espacio de unos 95 x 90 metros. Era un conjunto porticado, del que quedan los restos del templo circular de Tiqué y Fortuna (siglo II a. C.), templo períptero con doce columnas en el centro. Posteriormente fue utilizado por los piratas como mercado de esclavos. Justo al norte se encuentra el museo local, construido encima de las termas del siglo V. 
Al oeste, adyacente al ágora se alzan los elementos en buen estado de conservación del teatro romano, que se utilizó para luchas de gladiadores. Rodeado de arcadas macizas, que se remontan a mediados del siglo II a. C. Este teatro, concebido para juegos circenses, tenía un muro, alrededor de la orchestra, de 2,5 m, destinado a la protección de los espectadores.  El teatro está peor conservado que el teatro de Aspendos pero es casi del mismo tamaño, con capacidad para 15.000 o 20.000 personas. Con el paso del tiempo y los corrimientos de tierras, la pared del escenario se colapsó sobre el escenario y el proscenio está lleno de bloques de piedra. Durante el periodo bizantino (siglos V- VI d. C.) fue trasformado en una iglesia al aire libre con dos capillas. Al sureste del teatro existió un mercado rectangular (88,50 × 69,20 m) rodeado de una columnata jónica de 7 m de ancha. Al este de este mercado, próximas a las murallas, se erigieron una pequeña basílica bizantina y un baptisterio, que datan de los sigo V y VI.
Al oeste, cerca del puerto y de la ciudad anterior a la época romana, se accede por dos calles flanqueadas por columnatas de estilo corintio (parcialmente conservadas), a los restos de un templo períptero de Apolo, construido en el siglo II y parcialmente restaurado, con 6 x 11 columnas, cuyas dimensiones son 16,37 x 29,50 m. El templo de Atenea, también períptero, es más grande —17,65 x 35 m—, y data probablemente de la misma época. Está casi derruido y solo se han conservado las basas de las columnas. 
El ninfeo de Side, una gruta con una fuente de agua dedicada a las ninfas, era una gruta artificial con una fuente pública de elaborado diseño.
También existe un prácticamente desconocido pero extenso sitio en los montes Tauro, al norte del pueblo de Bucakseyhler, a unos 15 km al noreste de Side, conocido localmente como Seleucia. Se trata del campamento romano construido por Marco Antonio para proteger la ciudad de Side. Cubre una superficie de unas 500 hectáreas y se encuentra casi completamente sin excavar.
El sitio fue aparentemente abandonado en el siglo XVII cuando un terremoto secó la fuente que abastecía el lugar. Muchos de los edificios están en bastante buen estado debido a que la falta de piedra obligó a cimentarlos sobre gravilla. Desde 1947 hasta 1946 tuvieron lugar excavaciones de manera intermitentes, dirigidas por la Universidad de Estambul.
Side era abastecida de agua en época romana por un acueducto, que está bien conservado y llegaba a la ciudad desde el noreste.

## Actualidad
En 1895 refugiados turcos de Creta se trasladaron a las ruinas de la ciudad y la llamaron Selimiye. Hoy Side experimenta un resurgimiento, convertido en un popular destino de vacaciones. Durante el eclipse solar del 29 de marzo de 2006 fue un lugar muy popular para observar el fenómeno. Habiendo sido sede episcopal de Panfilia Oriental, en la actualidad Side sigue siendo diócesis titular de la Iglesia católica.